# Bobby Julich

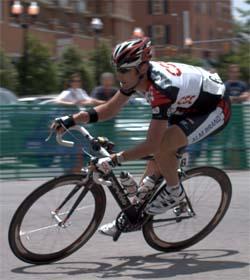
Bobby Julich

Bobby Julich (* 18. November 1971 in Corpus Christi, Texas) ist ein ehemaliger US-amerikanischer Radrennfahrer.

## Karriere
Julich wurde 1992 Profi bei dem amerikanischen Radsportteam Spago – Nutrasweet und wechselte 1995 für zwei Saisons zu Motorola. Dabei machte er 1996 auf sich aufmerksam, als er Neunter bei der Vuelta a España wurde. Zwei Jahre später, nun bei Équipe Cofidis (1997–1999), wurde er Dritter bei der Tour de France. In den folgenden vier Jahren bei Crédit Agricole (2000–2001) und Team Telekom (2002–2003) konnte er nicht an die alten Erfolge anknüpfen. Als er 2004 zum Team CSC von Bjarne Riis kam, änderte sich dies. Er gewann zunächst Bronze im Zeitfahren bei den Olympischen Sommerspielen 2004 in Athen – nach der Disqualifikation von Tyler Hamilton wegen Dopings Silber. Im Jahr 2005 konnte er das Etappenrennen Paris–Nizza, zum wiederholten mal das Critérium International sowie die Erstausgabe der Eneco Tour gewinnen. Seinen letzten Sieg feierte er 2006 erneut bei Paris–Nizza mit dem Sieg im Prolog. Sein bestes Resultat 2007 war der zweite Platz bei der Sachsen-Rundfahrt hinter Joost Posthuma.
Im September 2008 beendete Bobby Julich seine aktive Karriere als Radrennfahrer.
2010 wurde Julich Zeitfahr-Trainer bei seinem alten Team Saxo Bank, sein Vertrag wurde nach einem Jahr aber nicht verlängert. Julich wechselte als daraufhin als Race Coach zum Team Sky.
Im Oktober 2012 gestand Julich öffentlich, zwischen August 1996 und Juli 1998 mit Epo gedopt zu haben. Sein Vertrag als Trainer beim Team Sky wurde gleichzeitig aufgelöst.

## Erfolge
1997
- Tour de l’Ain und eine Etappe
- Route du Sud und zwei Etappen

1998
- Critérium International

2001
- eine Etappe (Mannschaftszeitfahren) Tour de France

2004
- Einzelzeitfahren Olympische Spiele
- LuK Challenge (mit Jens Voigt)
- eine Etappe Baskenland-Rundfahrt

2005
- Paris–Nizza
- Critérium International und eine Etappe
- Eneco Tour und eine Etappe
- LuK Challenge (mit Jens Voigt)

2006
- Prolog Paris–Nizza
- eine Etappe (Mannschaftszeitfahren) Giro d’Italia
- Mannschaftszeitfahren Eindhoven

2007
- eine Etappe Deutschland Tour 2007
- Mannschaftszeitfahren Eindhoven

## Grand-Tour-Platzierungen
| Grand Tour            | 1996 | 1997 | 1998 | 1999 | 2000 | 2001 | 2002 | 2003 | 2004 | 2005 | 2006 |
| --------------------- | ---- | ---- | ---- | ---- | ---- | ---- | ---- | ---- | ---- | ---- | ---- |
| Giro d’ItaliaGiro     | –    | –    | –    | –    | –    | –    | –    | –    | –    | –    | 92   |
| Tour de FranceTour    | –    | 17   | 3    | DNF  | 48   | 18   | 37   | –    | 40   | 17   | DNF  |
| Vuelta a EspañaVuelta | 9    | –    | –    | –    | –    | –    | –    | 95   | –    | –    | –    |